# Do You Like My Tight Sweater?
'Do You Like My Tight Sweater?' («¿Te gusta mi suéter ajustado?») es el álbum debut del dúo británico de música electrónica Moloko, lanzado en 1995. «Do you like my tight sweater? See how it fits my body!» («¿Te gusta mi suéter ajustado? Mira como se ajusta a mi cuerpo») fueron las palabras que dijo Róisín Murphy cuando le habló por primera vez a Mark Brydon. Una relación romántica y profesional continuaría durante varios años después, hasta justo antes de la publicación de su último álbum de estudio Statues. 
Este álbum — «Do You Like...» — mezclaba house, funk, drum'n'bass y trip hop e incluía tres canciones del EP publicado en 1995 de manera independiente llamado «Where is the What if the What is in Why?» con nueve catorce canciones. 
Es el único álbum de Moloko que se publicó en los EE. UU. — por Warner Bros Records — como parte de la ola electrónica de finales de los '90. Ganó popularidad gracias al sencillo «Fun For Me», que apareció en la banda sonora de la película Batman y Robin (1997). 

## Canciones
Todas las canciones escritas y compuestas por Brydon y Murphy. 
| Do You Like My Tight Sweater? |                                            |          |  |
| N.º                           | Título                                     | Duración |  |
| 1.                            | «Fun for Me»                               | 5:08     |  |
| 2.                            | «Tight Sweater»                            | 0:15     |  |
| 3.                            | «Day for Night»                            | 5:23     |  |
| 4.                            | «I Can't Help Myself»                      | 5:44     |  |
| 5.                            | «Circus»                                   | 0:19     |  |
| 6.                            | «Lotus Eaters»                             | 7:32     |  |
| 7.                            | «On My Horsey»                             | 0:34     |  |
| 8.                            | «Dominoid»                                 | 4:11     |  |
| 9.                            | «Party Weirdo»                             | 7:01     |  |
| 10.                           | «Tubeliar»                                 | 0:25     |  |
| 11.                           | «Ho Humm»                                  | 5:38     |  |
| 12.                           | «Butterfly 747»                            | 4:30     |  |
| 13.                           | «Dirty Monkey»                             | 0:23     |  |
| 14.                           | «Killa Bunnies»                            | 2:19     |  |
| 15.                           | «Boo»                                      | 5:47     |  |
| 16.                           | «Where is the What if the What is in Why?» | 4:16     |  |
| 17.                           | «Who Shot the Go-Go Dancer?»               | 6:58     |  |
| 66:32                         |                                            |          |  |

## Sencillos
- «Where is the What if the What is in Why?»
- «Fun for Me»
- «Dominoid»
- «Day for Night»

## Personal
- Róisín Murphy - voces
- Mark Brudon - bajo, teclados, guitarras, programación, producción

- Datos: Q834865